# Rukebai Inabo
Rukebai Kikuo Skey Inabo (* 1958) ist eine Politikerin in Palau. Sie ist Mitglied des Senate of Palau seit 2016. Vor ihrer politischen Karriere war sie Unternehmerin und arbeitete im Office of the Public Auditor, bei der Philippine Prudential Life Insurance Company, der Bank of Hawaii und war Chief Executive Officer der Palau Public Utilities Corporation. 2016 wurde sie in den Senat gewählt.